# به نایت ویل خوش‌آمدید
به نایت ویل خوش‌آمدید یک پادکست است که به عنوان یک نمایش رادیویی برای شهر خیالی Night Vale ارائه می‌شود و رویدادهای عجیب و غریبی را که در آن اتفاق می‌افتد را گزارش می‌دهد. این مجموعه در سال ۲۰۱۲ توسط جوزف فینک و جفری کرنور ساخته شد.